# B-DNA

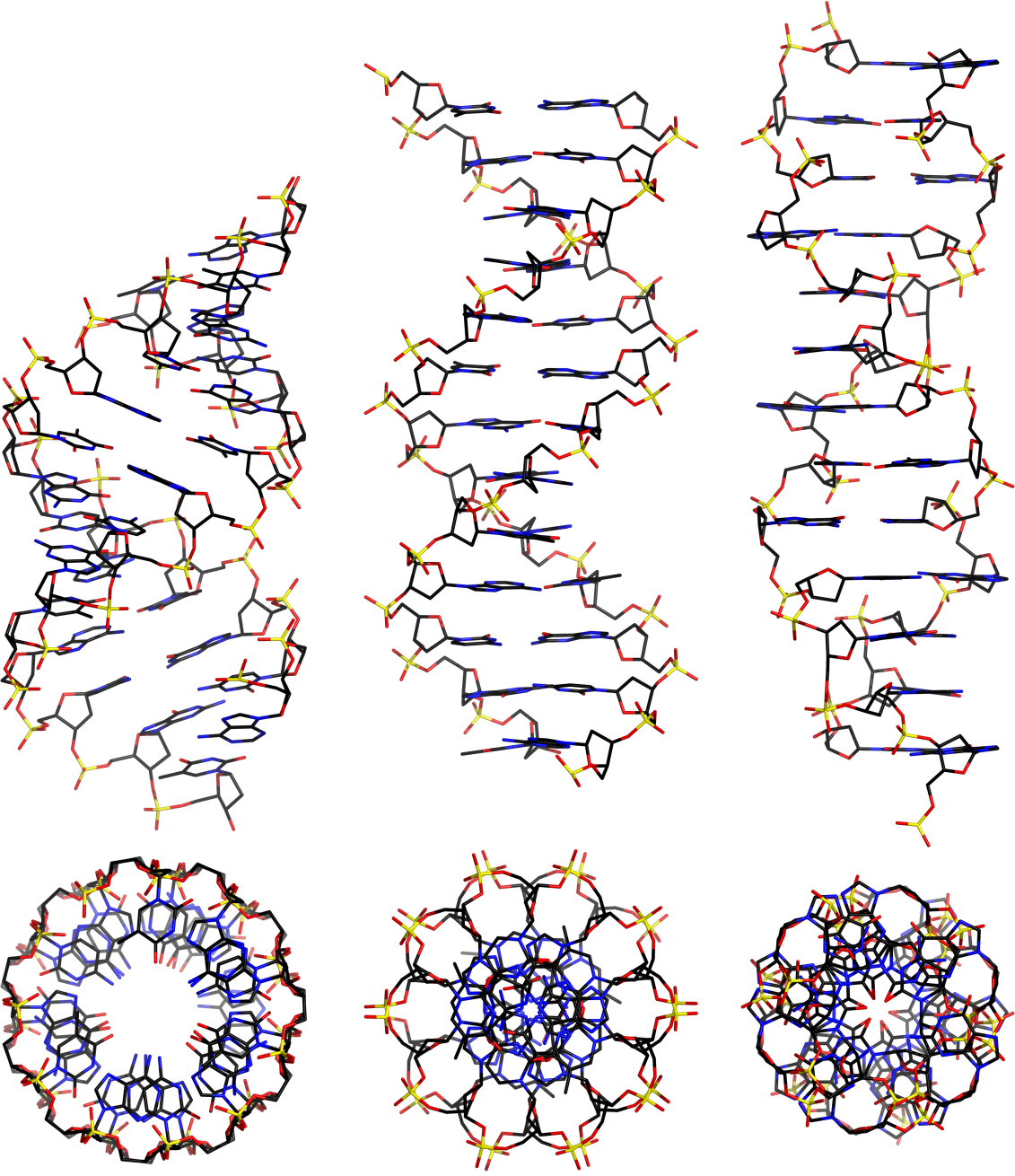
Seitenansicht und Obenansicht von A-, B- und Z-DNA

B-DNA ist eine der möglichen Doppelhelix-Strukturen von DNA.

## Eigenschaften
B-DNA ist eine rechtsgängige doppelsträngige DNA-Doppelhelix, die im Vergleich zur A-Form entspannter ist und deren Nukleinbasen orthogonal zur Helixachse ausgerichtet sind. B-DNA ist die unter physiologischen Bedingungen typisch vorliegende Form doppelsträngiger DNA, z. B. bei Chromosomen in Zellen. Andere DNA-Strukturen sind z. B. A-DNA, Z-DNA, hairpin, triplex, cruciform, left-handed Z-form, tetraplex und A-motif. Aufgrund der entspannteren Form besitzt B-DNA im Vergleich zu A-DNA eine kleinere Anzahl an Nukleinbasen pro Windung der Helix, eine flachere große Furche, eine tiefere kleine Furche und ist um etwa 30 % länger pro Windung.

## Doppelsträngige DNA-Strukturen (dsDNA)

B-DNA

Helixachse (gelbe Punkte) in Bezug auf Guanosin-Cytidin-Basenpaarungen bei A-, B- und Z-DNA

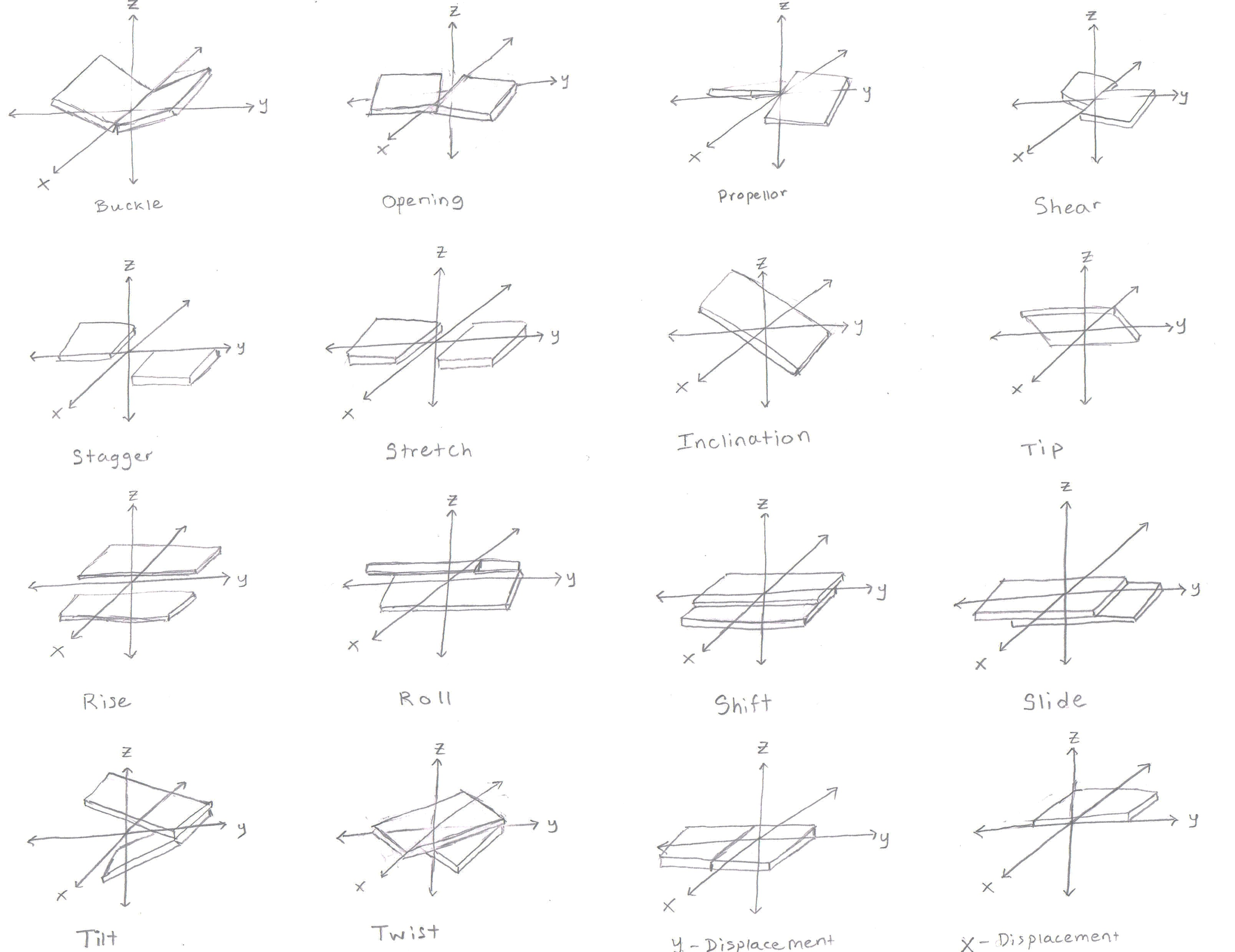
Basenpaargeometrien

| Geometrie                           | A-Form           | B-Form           | Z-Form                      |
| ----------------------------------- | ---------------- | ---------------- | --------------------------- |
| Helix-Drehrichtung                  | rechtsgängig     | rechtsgängig     | linksgängig                 |
| Wiederholungseinheit                | 1 bp             | 1 bp             | 2 bp                        |
| Rotation/bp                         | 33,6°            | 34,6°            | 60°/2                       |
| bp/Windung                          | 11               | 10,4             | 12                          |
| Inklination der bp zur Achse        | +19°             | −1,2°            | −9°                         |
| Länge/bp entlang der Achse          | 2,4 Å (0,24 nm)  | 3,4 Å (0,34 nm)  | 3,7 Å (0,37 nm)             |
| Länge/Windung                       | 24,6 Å (2,46 nm) | 33,2 Å (3,32 nm) | 45,6 Å (4,56 nm)            |
| Biegung (propeller twist)           | +18°             | +16°             | 0°                          |
| Glycosylwinkel                      | anti             | anti             | Pyrimidin: anti, Purin: syn |
| Phosphatabstand                     | 5,9 Å            | 7,0 Å            | C: 5,7 Å, G: 6,1 Å          |
| Glycosylflexibilität (sugar pucker) | C3’-endo         | C2'-endo         | C: C2'-endo, G: C3’-endo    |
| Durchmesser                         | 23 Å (2,3 nm)    | 20 Å (2,0 nm)    | 18 Å (1,8 nm)               |